# Prefeenzuur
Prefeenzuur, of, zoals in de biologie en biochemie gebruikelijk bekend onder de naam van zijn anion: prefenaat, is een van de precursors in de biosynthese van de aromatische aminozuren fenylalanine en tyrosine.  Daarnaast vormt het, via de shikimaatroute de basis voor een groot aantal secundaire metabolieten.
De biosynthese verloopt via een [3,3]-sigmatrope Claisen-omlegging van chorismaat.
In bovenstaande figuur is de verandering van de bindingen duidelijk te zien, maar lijkt de te overbruggen afstand voor de nieuwe koolstof-koolstofbinding erg groot. De figuur hieronder geeft beter aan hoe het verschuiven van de bindingen tijdens de reactie verloopt.  In beide figuren zijn de verbindingen aangegeven zoals ze onder fysiologische omstandigheden zullen voorkomen: als hun di-anion: beide zuurgroepen zijn geïoniseerd:

## Stereochemie
Prefeenzuur heeft een spiegelvlag (door de koolstofatomen 3 en 6 van de cyclohexadieenring, de OH-groep en de eerste atomen van de groepen aan het andere ringkoolstofatoom).  De in de natuur voorkomende vorm van prefeenzuur heeft de OH-groep aan dezelfde zijde van de ring als de carbonzuurgroep..  In termen van de CIP-regels wil dit zeggen de Z-configuratie, de groepen  met hoogste prioritiet bevinden zich aan dezelfde zijde van de ring.
Het isomeer met de E-configuratie wordt epiprefeenzuur genoemd.  In de onderste figuur betekent dit dat de OH-groep omhoog staat, in de richting van de ketogroep aan de propaanzuurketen.